# La Candelaria, San Martín Peras
La Candelaria är en ort i Mexiko.   Den ligger i kommunen San Martín Peras och delstaten Oaxaca, i den sydöstra delen av landet, 240 km söder om huvudstaden Mexico City. La Candelaria ligger 1 681 meter över havet och antalet invånare är 143.
Terrängen runt La Candelaria är huvudsakligen kuperad, men åt nordost är den bergig. Runt La Candelaria är det ganska tätbefolkat, med 75 invånare per kvadratkilometer. Närmaste större samhälle är San Vicente Zoyatlán, 14,5 km sydväst om La Candelaria. I omgivningarna runt La Candelaria växer huvudsakligen savannskog.